# Oculimacula yallundae
Espèce
Oculimacula yallundae est une espèce de champignons ascomycètes de l'ordre des Helotiales. 
C'est la forme téléomorphe (forme sexuée) d'un champignon phytopathogène qui cause des maladies du type pourriture racinaire chez diverses espèces de graminées, notamment des céréales. Il est responsable en particulier du piétin-verse, importante maladie cryptogamique du blé.
Il existe deux pathotypes principaux de ce champignon dans les populations naturelles : le type W et le type R. Le premier est habituellement plus virulent chez les plantules de blé que chez celles du seigle tandis que le second est aussi pathogène chez les deux espèces.

## Synonymes
Selon Catalogue of Life (12 novembre 2015) :
- Cercosporella herpotrichoides Fron 1912,
- Helgardia herpotrichoides (Fron) Crous & W. Gams 2003  (anamorphe - forme asexuée),
- Pseudocercosporella herpotrichoides (Fron) Deighton 1973 (anamorphe),
- Pseudocercosporella herpotrichoides var. herpotrichoides (Fron) Deighton 1973,
- Ramulispora herpotrichoides (Fron) Arx 1983,
- Ramulispora herpotrichoides var. herpotrichoides (Fron) Arx 1983,
- Tapesia yallundae Wallwork & Spooner 1988 (basionyme),
- Tapesia yallundae var. yallundae Wallwork & Spooner 1988.

## Morphologie
Oculimacula yallundae produit deux types de mycéliums, l'un végétatif, brun-jaune, linéaire et ramifié, l'autre sombre et formant des amas (stromas). Les conidiophores sont simples ou peu ramifiés.  
Les conidies (de 1,5 à 3,5 sur 37 à 70 μm) sont hyalines, incurvées et comptent en général de cinq à sept cellules.  
Les mycéliums stromatiques à sclérotes ou pseudo-sclérotes, d'abord blanc à brun-jaunâtre, devenant brun foncé par la suite, peuvent également se rencontrer sur les lésions des plantes infectées.
Des apothécies noires, de 0,2 à 0,5 mm de diamètre, se forment à la base des chaumes des plantes-hôtes. 
Les apothécies contiennent des asques cylindriques à fusoïdes, de 35 à 38 μm sur 5,9 à 7,4 μm.
Les ascospores sont hyalines, fusoïdes, 0-1 cloisonnées, à une extrémité arrondie, et d'une taille moyenne de 8,9 µm (de 7,4 à 10,3) sur 2,07 µm (de 1,95 à 2,34).